# Алутіік
Алутіік (також сугліак, тихоокеанські ескімоси та тихоокеанські юпіки) — один з прибережних корінних (індіанських) народів південної Аляски з групи юпіки. Їхні традиційні місця поширення — берег затоки Принца Вільгельма, Кенайський півострів на півострові Аляска. Зараз на Алясці проживає близько 4000 представників алутіік.

## Назва
Зараз найчастіше вживаються такі назви: Alutiiq (у однині), Alutiik (у двоїні) та Alutiit (у множині). Ці терміни походять від тих назв, які місцевим племенам давали російські торговці хутром та поселенці. Деякі жителі Аляски виступають за те, щоб використовувати ті назви, які представники алутіік самі вживають стосовно себе та своєї мови: Sugpiaq (однина), Sugpiak (двоїна) та Sugpiat (множина) — для ідентифікації народу (означає «справжні люди»); та Sugstun, Sugcestun, Sugt'stun або Sugtestun для позначення мови.

## Мова
Мова алутик належить до юпікської сім'ї ескімосько-алеутських мов. В алутикській мові виділяють два основні діалекти:
- коньязький алутик (Koniag Alutiiq): поширений у верхній частині Аляскинського півострова та на острові Кадьяк;
- чуґацький алутик (Chugach Alutiiq): поширений на півострові Кенай, біля Затоки Принца Вільгельма[4]. Перебуває під загрозою зникнення[5].

## Історія
Народ алутіік живе на території Аляски, зокрема на березі затоки Принца Вільгельма та Кенайського півострова, більше 7500 років.

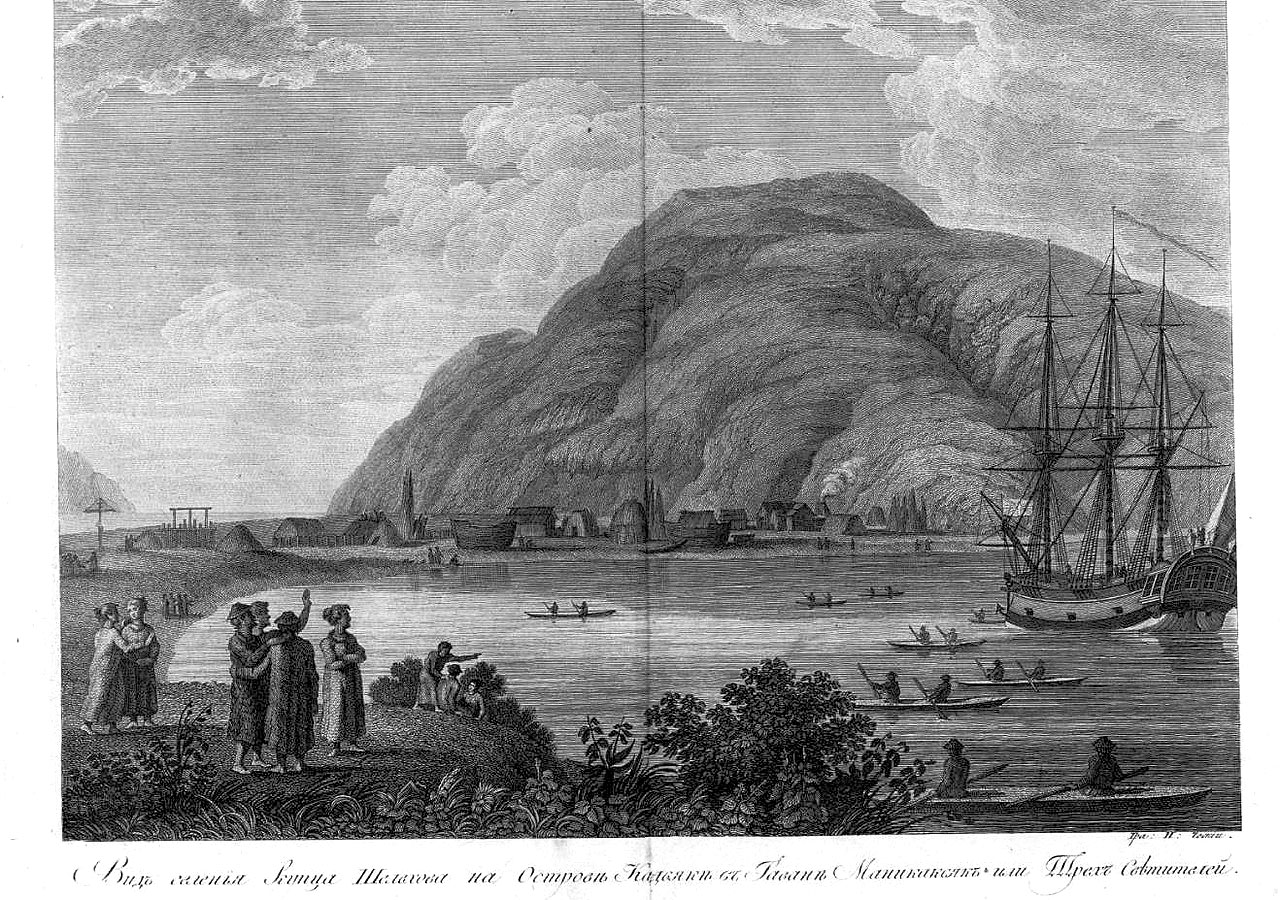
Поселення Шелехова на літографії 1802 року

Колонізацію територій поширення алутіік росіяни почали у XVIII столітті. У квітні 1784 року відбулася Авауцька різанина. Її влаштували російські торговці хутром на чолі з Григорієм Шелеховим. Відбулася різанина за спроби опору алутіік заснуванню Шелеховим на острові Кадьяк поселення на їхній території. У відповідь 130 озброєних росіян напали на алутіік, стріляючи в них із вогнепальної зброї та гармат. За різними оцінками, тоді загинули від 200 до 3000 представників алутіік.
1784-1818 роки в історії народу алутіік називають найтемнішим періодом, адже в цей час росіяни погано ставились до них, а самі вони хворіли на хвороби, занесені росіянами.
У 1867 році народ алутіік перейшов під контроль Сполучених Штатів Америки, адже тоді Аляска була продана Росією.
На початку XIX століття на Алясці жили 13 тисяч алутіік. Зараз на Алясці живе від 3000 до 4000 тисяч алутіік, з яких не більше 400 володіють рідною мовою.

## Культура
Алутіік переважно живуть на берегах океану. Вони живляться такими морськими продуктами, як лососі, кити та палтус. Крім того, в алутіікському раціоні були і ягоди та наземні ссавці. До контактів з російськими колонізаторами алутіік жили у напівземляних хатах, які називали ciqlluaq. Зараз алутіік живуть на прибережній території у більш сучасних житлах. Вони працюють у всіх аспектах сучасної економіки, зберігаючи при цьому культурну цінність існування.

## Галерея

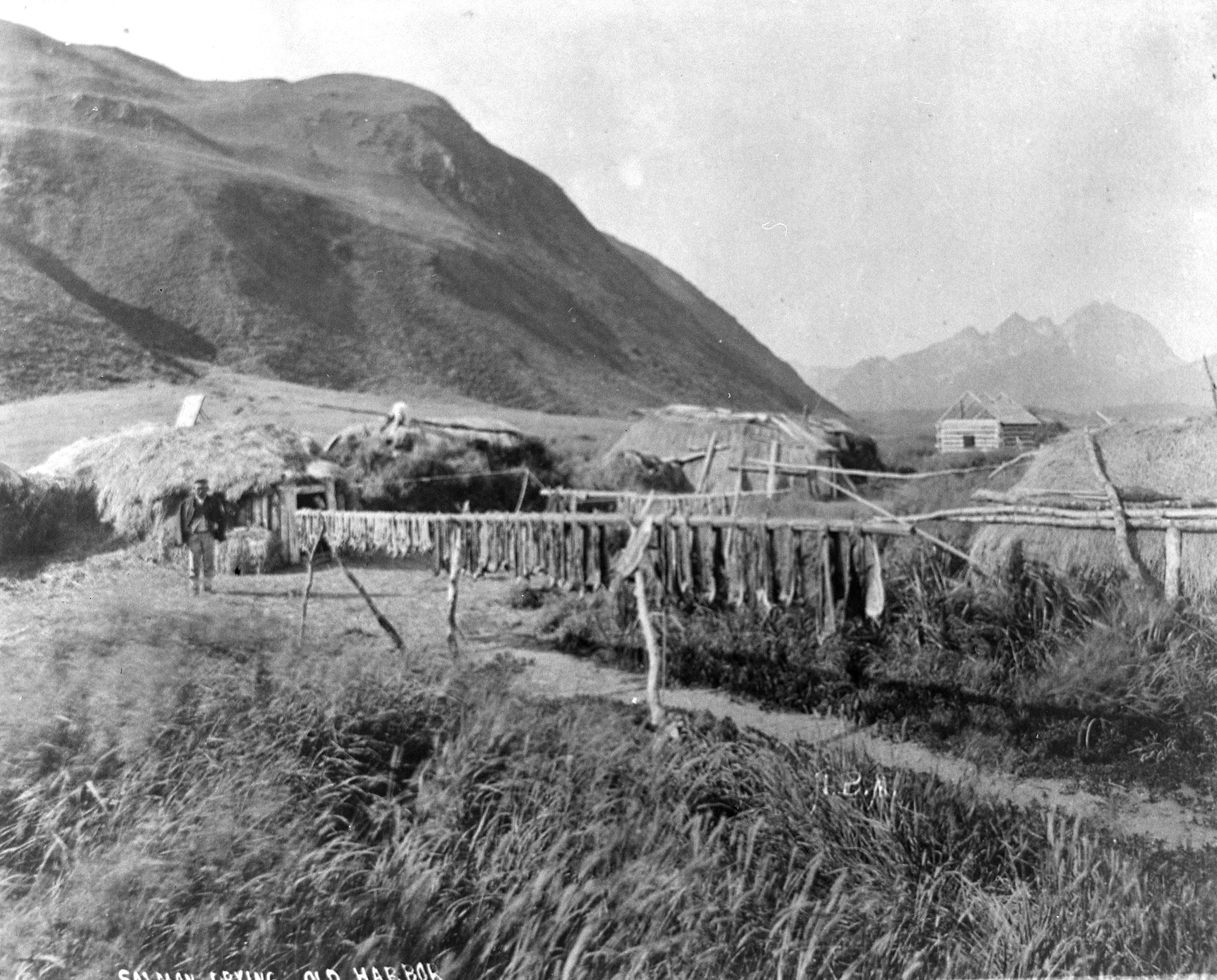
Сушіння лосося в селі алутіік в Олд-Габорі, штат Аляска, США
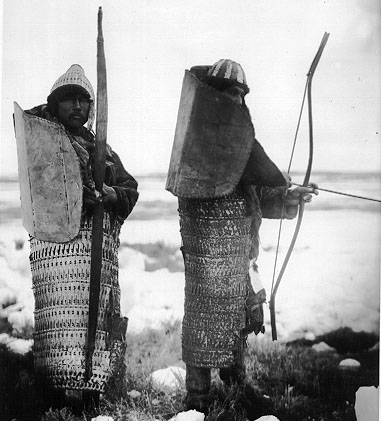
Ламелярні обладунки алутіік
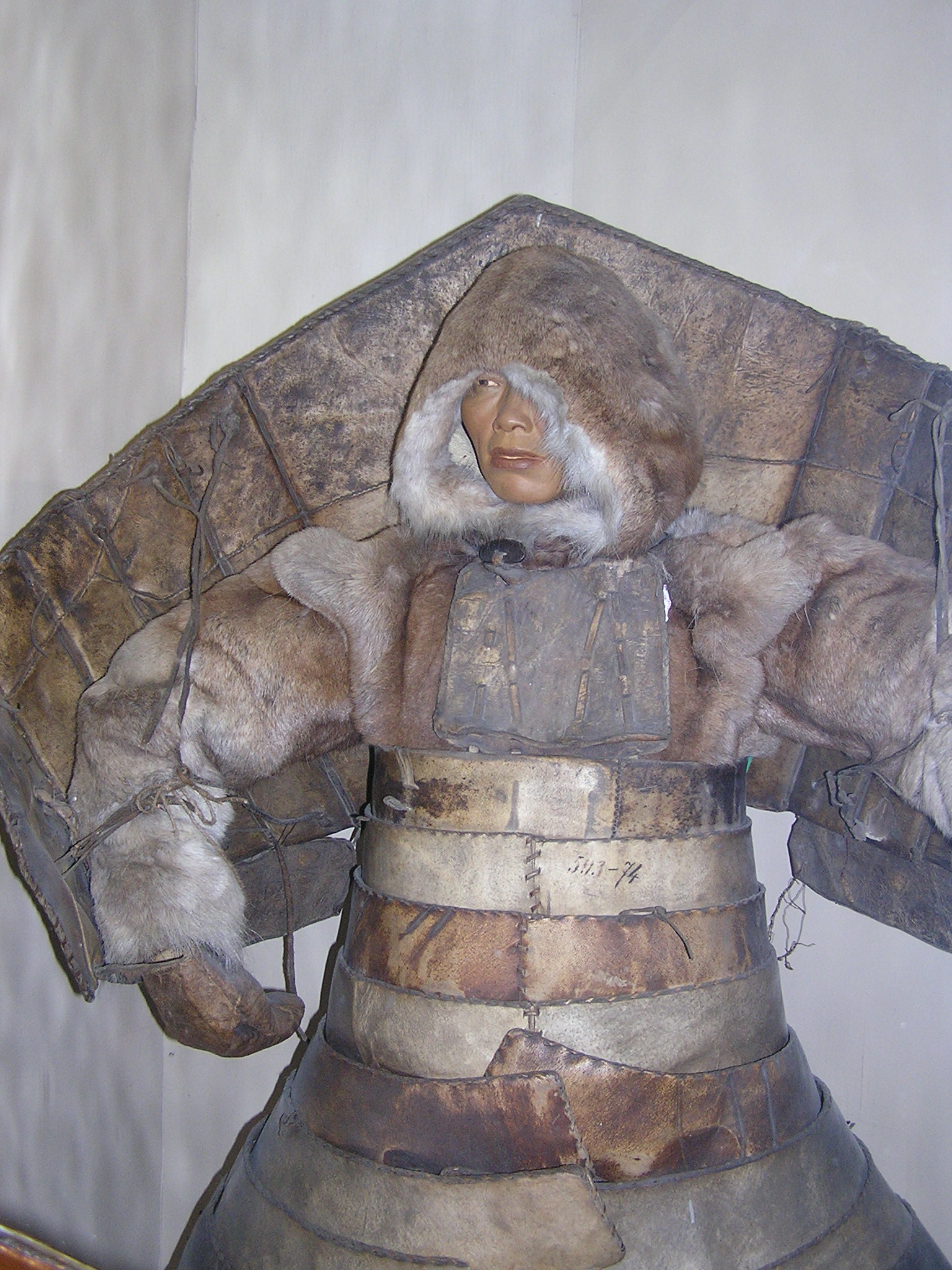
Шкіряний обладунок, підкріплений деревом та кістками, який носили алутіік
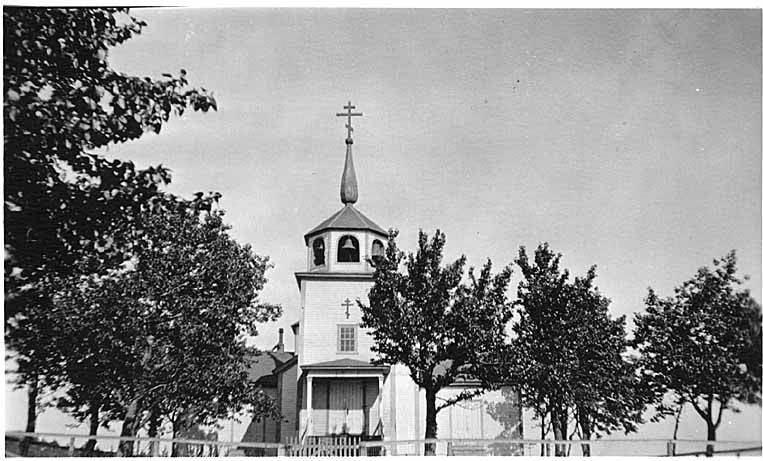
Храм Російської православної церкви на острові Кадьяк. Серпень 1919